# Костин, Виктор Алексеевич
Виктор Алексеевич Костин (3 ноября 1927, с. Подгорелец, Орловская губерния — 2003) — председатель Мелитопольского горисполкома (1961—1971), первый секретарь Мелитопольского горкома КПСС (1971—1983), делегат XXV и XXVI съездов КПСС, почётный гражданин Мелитополя (1998).

## Биография
В 1948 году Виктор Костин окончил Московский техникум железнодорожного транспорта и был направлен на работу в Мелитополь. В сентябре 1948 года был избран секретарём узлового комитета комсомола станции Мелитополь. С октября 1950 года он заведовал отделом кадров и оргработы Мелитопольского горкома комсомола. В 1950 году Виктор Костин был принят в КПСС. В сентябре 1951 года он был избран вторым секретарем Мелитопольского горкома комсомола, а в июне 1952 года — первым секретарем. В 1954—1959 годах заочно окончил Запорожский педагогический институт. В 1956 году Костин был переведён с комсомольской работы на партийную, и был назначен заведующим отделом партийных, профсоюзных и комсомольских организаций в Мелитопольском горкоме КПСС.
С марта 1961 до мая 1971 года  Виктор  Костин работал председателем Мелитопольского горисполкома, а с мая 1971 до декабря 1983 года — первым секретарём Мелитопольского горкома партии. Руководя Мелитополем, он сделал многое для развития города как центра машиностроения: были построены или серьёзно реконструированы 10 предприятий общесоюзного значения. Также в городе было построено несколько предприятий лёгкой и пищевой промышленности, улучшено водоснабжение, реконструирована городская канализация, проведён газ во многие районы города, построены новые жилмассивы — Микрорайон, Новый Мелитополь, Кирова.
Виктор Костин избирался членом бюро Мелитопольского горкома партии в течение 31 года, затем кандидатом в члены и членом Запорожского обкома партии. Был делегатом XXV (1976 год) и XXVI (1981) съездов КПСС. С 1961 по 1983 год был депутатом Запорожского облсовета, где несколько созывов возглавлял планово-бюджетную комиссию. В 1984 году был назначен начальником управления по охране государственных тайн печати при Запорожском облисполкоме, где работал до ухода на пенсию.
В 1997 года за заслуги перед городом горсовет присвоил Виктору Костину звание «Почётный гражданин города Мелитополя».

## Печатные труды
- Костин В. А., Хиврич Н. И. Измерение деловитости = Вимір діловитості. — Днепропетровск: Промінь, 1974. — 58 с. — 3000 экз. Архивировано 2 февраля 2014 года.